# Konstantas Bražėnas
Konstantas (Konstantinas) Bražėnas (* 25. Juli 1894 in Vosgėliai bei Utena; † 6. Januar 1933 in Jasioniai) war ein litauischer Politiker.

## Leben
1916 absolvierte er das Gymnasium Petersburg und bis 1918 lernte an der Akademie der Kriegsmedizin.
1918 kam er nach Litauen und wurde Mitglied im Komitee im Bezirk Utena. Danach war er Gehilfe des viršaitis und ab 1919 viršaitis von Utena. Von 1920 bis 1922 war er Mitglied im Steigiamasis Seimas. Er war Mitglied der Krikščionys demokratai. Ab 1930 arbeitete er am Gymnasium in Panevėžys.